# Crotalaria axillaris
Crotalaria axillaris är en ärtväxtart som beskrevs av William Aiton. Crotalaria axillaris ingår i släktet sunnhampor, och familjen ärtväxter. Inga underarter finns listade i Catalogue of Life.